# 全師雄
全師雄（？—966年），成都人，後蜀将领。

## 生平
在后蜀官至文州刺史。北宋乾德三年（965年），宋軍征服后蜀，宋將王全斌治軍不嚴，嗜殺好貪，不久激起蜀人兵變，降軍推舉原蜀將全師雄為首領，號稱“興國軍”。全师雄原本不欲反宋，但王全斌派朱光緒前去招撫时，朱光緒卻“盡滅師雄之族，納其愛女及橐裝”。全師雄遂反，率軍攻克彭州（今四川彭縣），殺死都監李德榮，自稱“興蜀大王”，分兵佔領灌口、新繁、青城等地，兵臨成都城下。蜀地各方起兵響應，西川十七州兵變此起彼伏。
王全斌向朝廷乞援，後劉光義、曹彬出擊全師雄，兩軍交戰於新繁，全師雄軍戰敗。師雄退至郫縣，又兵敗，退至灌口寨。966年，王全斌在灌口寨擊敗全師雄，俘虜其部眾二千人。同年沿沱江東行，全師雄身上的箭傷發炎感染，病死金堂（今四川金堂县西）。